# 星火體育
星火體育是一座位於美國華盛頓州塔克維拉的綜合體育場和體育設施。本體育場由非營利性公司星火體育運營，是幾支足球和橄欖球隊的主場。美國職業橄欖球大聯盟的西雅圖專營權者西雅圖海狼，於2018年春季起以本體育場為主場。

## 外部連結
- 官方网站

47°28′11.11″N 122°14′54″W / 47.4697528°N 122.24833°W